# Undenheim
Undenheim ist eine Ortsgemeinde im Landkreis Mainz-Bingen in Rheinland-Pfalz. Sie gehört der Verbandsgemeinde Rhein-Selz an, die ihren Verwaltungssitz in der Stadt Oppenheim hat.

## Geographie
Undenheim liegt zentral in Rheinhessen, ca. 20 Kilometer südlich der rheinland-pfälzischen Landeshauptstadt Mainz. Zur Gemeinde gehören die Wohnplätze Sparrmühle und Kastanienhof.

Nachbargemeinden sind Bechtolsheim, Gabsheim, Friesenheim, Köngernheim, Schornsheim und Weinolsheim.
Die Gemarkung Undenheims liegt in einem nach Westen geöffneten Bogen der Selz, die den östlichen Ausläufern der Wörrstädter Höhe entlang verläuft. Die tiefste Stelle mit 124,4 m über NHN befindet sich östlich des Ortes in der Flur An der Römervilla an der Selz und die höchste Stelle westlich des Ortes auf dem Undenheimer Berg in Richtung Schornsheim mit 187,7 m Höhe über NHN. Die Topographie der Siedlungsfläche ist leicht wellig und steigt erst in westlicher Richtung etwas stärker an.
Im Unterschied zu vielen anderen rheinhessischen Gemeinden war der Weinanbau nur von zweitrangiger Bedeutung. Der humushaltige Boden, der sich auf diesem Gebiet bis in eine Tiefe von 110 cm nachweisen lässt, gab dem normalen Ackerbau bessere Voraussetzungen. Erst in den 1960er begann man in Undenheim in größerem Umfang Wein anzubauen.
Ein Zufluss der Selz, der Goldbach, durchfließt die Ortschaft in ostwestlicher Richtung und mündet bei Köngernheim in die Selz. Im späten Mittelalter trieb dieser Bach drei Mühlen in Undenheim an. Nach der Begradigungen und der Überbauung in den 1970er Jahren ist er meist nur ein Rinnsal und führt nur in Regenzeiten nennenswert Wasser. Lediglich der Talgraben der die Gemarkung Undenheims durchfließt und ca. einen Kilometer südlich des Dorfes in die Selz mündet, führt infolge einer Drainage, die auf der Gabsheimer Gemarkung verlegt worden ist, wieder mehr Wasser.

## Geschichte
Im Gegensatz zu anderen Siedlungsflächen Rheinhessens, ist der Untergrund Undenheims weniger geschichtsträchtig und zeugt nur von einem 1950 gefundenen kugelförmigen Stein aus Porphyr, der von Fachleuten als ein Klopfstein aus der jüngeren Steinzeit gehalten wird und heute im Ortsmuseum Undenheim zu sehen ist. Ungesichert datiert sind ebenfalls in den 1950er Jahren ausgegrabene angebliche Funde von Mammutknochen und Steinbeilen. Die wenigen Zeugnisse einer frühen Besiedlung werden auch auf den fruchtbaren Lößboden in dieser Senke zurückgeführt, der durch den jahrhundertelangen intensiven Ackerbau immer wieder durchpflügt und damit steinzeitliche Funde zerstört worden sind.
Gesicherte Erkenntnisse zur Besiedlung der Undenheimer Gemarkung brachte erst ein 1966 gezogener Graben für eine Öl-Pipeline, bei dem sechs keltische Gräber angeschnitten worden sind. Ein latène-zeitliches Grab mit einem Kelten fand man z. B. 70 Meter südlich des niedergegangenen Dörfchens Nordelsheim, von dem später noch einmal die Rede sein wird. Lanze und Schild waren seine Grabbeigaben. Trotzdem bestehen Zweifel über eine kontinuierliche Besiedlung des Gebietes bis zur Römerzeit.
Erst seit dem Sieg Cäsars über die Gallier (58–52 v. Chr.) findet man Zeugnisse etlicher Villae Rusticae auf der Gemarkung Undenheims, die für die Versorgung der römischen Garnison in Mogontiacum, dem heutigen Mainz, erforderlich waren und es kann von einer danach fortdauernden Urbanisierung in einer relativ ereignislosen Zeit in der Region gesprochen werden. Dieses mehr als 4 Jahrhunderte andauernde Zeitalter erhielt ein jähes Ende, als an Silvester 406 germanische Stämme während der Völkerwanderungszeit den Rhein bei Mainz überschritten und die letzten Reste der römischen Hegemonie beendeten. Für das Gebiet um Undenheim, ja für ganz Rheinhessen begannen unruhige Zeiten. Wechselnde Besitzverhältnisse kennzeichnen ein Jahrhundert lang das rheinhessische Gebiet, ja ganz Westeuropa. Aber speziell in Rheinhessen rangen Burgunder, Alemannen, Franken und Hunnen um die Vorherrschaft. Erst nach dem Sieg des fränkischen Königs Chlodwigs über die Alemannen im Jahr 496 beruhigten sich die Zeiten wieder etwas.
Archäologische Funde aus dem Anfang des 5. Jahrhunderts bezeugen die ersten Wurzeln des heutigen Undenheims. Nicht weit entfernt des heutigen Friedhofs fand man ein fränkisches Gräberfeld, das als Beweis für eine kontinuierliche Besiedlung seit dieser Zeit gilt. Es wird davon ausgegangen, dass ein fränkischer Edelmann namens „Undo“, Undenheim seinen Namen gab.
Die erste schriftliche Erwähnung Undenheims aus dem Jahr 767, stammt aus dem Lorscher Codex, welcher im Staatsarchiv Würzburg aufbewahrt wird. Es handelt sich dabei um eine Schenkungsurkunde eines Hofes im Nachbarort Hahnheim an Undenheim. Die Besitzverhältnisse und Hoheitsrechte in Undenheim liegen bis zum Ende des 12. Jahrhunderts, im Gegensatz zu den Orten der Umgebung, im Dunkeln. Zwar verfügten die Herren von Bolanden über Grundbesitz aber über keine Hoheitsrechte. Besitztümer des Klosters St. Alban verwaltete ein Vogt der Grafen von Zweibrücken. Auch über einen Grundbesitz der Rheingrafen sind aus dieser Zeit Zeugnisse überliefert, jedoch konnte auch dieses Geschlecht sich nicht als Herrschaft in Undenheim etablieren und verschwand später aus der Geschichte im Zusammenhang mit Undenheim gänzlich. Indirekt kann auf eine Herrschaft des hessischen Adelsgeschlechts Hohenfels und eines kurpfälzischen Herrschaftsbereiches, wie es sich später zeigt, geschlossen werden.
Erst eine Urkunde aus dem Jahr 1277 kündet von einer Abhängigkeit Undenheims zu der im 12. Jahrhundert errichteten Pfalzgrafschaft Alzey als ein abgelegenes Nebenland der Welfen und Wittelsbacher. Fernab des Machtzentrums der Kurpfalz suchten die Truchsesse von Alzey ihre Machtposition in Rheinhessen zu stärken. Ludwig II. bereitete dem ein Ende und zwang die Truchsesse am 12. April 1277 in Worms in der angeführten Urkunde die Herrschaft der Kurpfalz auf diesem Gebiet anzuerkennen und die widerrechtlich angeeigneten Einkünfte zu erstatten. Ausdrücklich wiesen die Alzeyer Amtsleute in dieser Urkunde aber darauf hin, dass Undenheim und Nordelsheim davon ausgenommen werden, da die Einkünfte aus diesen Orten den Herren von Hohenfels, die von den Kurpfälzern wohl schon im 12. Jahrhundert mit diesen Dörfern belehnt worden sind, zugutegekommen sind.
An dieser Stelle muss angemerkt werden, dass Undenheim und Nordelsheim in allen mittelalterliche Urkunden, die ihre politische Zugehörigkeit betrafen, in einem Atemzug genannt wurden. So schloss Ruprecht von der Pfalz 1349 einen Vertrag, das Weistum mit den beiden Orten ab, das die Rechtsprechungsgrundlagen festlegte und in den folgenden Jahrzehnten und Jahrhunderten immer wieder erneuert worden ist. Im Prinzip die „Lex Undenheim“, das Grundgesetz. Der Gerichtsstand befand sich ab diesem Zeitpunkt auf der Burg Alzey und war dem pfälzischen Oberamt Alzey zugeordnet. Neben einem seit 1321 nachgewiesenen Dorfgericht in Undenheim.
Abgesehen von den Wirren der folgenden Jahrhunderte wegen wechselnden Besitzverhältnissen und den Streitigkeiten zwischen den kurpfälzischen Welfen und Wittelsbachern einerseits und dem Erzbistum Mainz und seinen Klöstern andererseits, stach ein Ereignis ganz besonders hervor. Die Nachbargemeinde Nordelsheim, zehn Wegminuten westlich des Ortsrands von Undenheim gelegen, wurde an Pfingsten des Jahres 1516 von einem schweren Unwetter heimgesucht und völlig zerstört. Die überlebenden Bewohner suchten Schutz in Undenheim und siedelten in der Folge dann auch dort. Es scheint, dass sich in dieser Zeit der Ortskern Undenheims etwas in die östliche Richtung verschob und der Anfang der Bebauung des Geländes um die spätere Untergasse, heute Staatsrat-Schwamb-Straße war.
Beträchtlichen Einfluss auf das Leben der Undenheimer nahm auch die Konfessionszugehörigkeit nach der Reformation, abgesehen von den Folgen des Dreißigjährigen Krieges (1618–1648). Von Kurfürst Otto-Heinrich, der 1556 die Reformation einführte bis Kurfürst Karl Ludwig nach dem Westfälischen Frieden, wechselte das Bekenntnis der Undenheimer achtmal. Dann aber endgültig zum reformierten (lutherischen) Glauben.
Dem Ende des Dreißigjährigen Krieges folgte für Undenheim, so wie für ganz Rheinhessen, keine sehr lange Periode des Friedens. Der Pfälzische Erbfolgekrieg (1688–1697) brachte erneutes Leid für die Menschen. So wurde 1689 bis auf die Undenheimer Dorfkirche das Dorf völlig zerstört, worauf man den Umstand schließen kann, dass in Undenheim kein Gebäude oder Gehöft vor dieser Zeit mehr vorhanden ist, wobei auf ein hiervon auszunehmendes erhaltenes Kellergewölbe in der Staatsrat-Schwamb-Straße von 1549 zu verweisen ist.
Im weiteren Verlauf dieses unruhigen Jahrhunderts hatte Undenheim unter den kriegerischen Auseinandersetzungen und deren Folgen wie dem Österreichischen Erbfolgekrieg und dem Siebenjährigen Krieg zu leiden. So war es üblich, dass die Einwohner der Gemeinde regelmäßig für Kost und Logis der durchziehenden oder einquartierten Truppen aufkommen mussten.
Von den Folgen des ersten Koalitionskriegs (1792–1797) blieb Undenheim nicht verschont. Trotz der Verwüstungen und der Kosten, unter denen die Undenheimer durch die napoleonischen Okkupanten zu leiden hatten, der 1798 zur Erstellung einer Petition zur Vereinigung mit Frankreich führte. Undenheim war von da an Teil des französischen Kantons Wörrstadt im Département du Mont-Tonnerre, der mit den Grenzen des heutigen Donnersbergkreises aber nichts gemein hat. Hauptstadt des Departements war Mayence. In der Chronik Undenheims ist zu lesen, dass 25 junge Undenheimer zur napoleonischen Armee eingezogen worden sind, von denen 9 im Russlandfeldzug ihr Leben lassen mussten.
Diese unruhigen Zeiten hatten ein Ende, als Rheinhessen infolge der Beschlüsse des Wiener Kongresses dem Großherzogtum Hessen angegliedert wurde.
Ein weiterer, weit weniger verhängnisvoller Einschnitt in der Ortschronik, war die Einführung der Simultanschule 1876, gegen den Widerstand der Geistlichen beider Glaubensrichtungen. Bis dahin gab es in Undenheim zwei Konfessionsschulen. Die 137 evangelischen und die 48 katholischen Schüler wurden von da an von zwei evangelischen und einem katholischen Lehrer unterrichtet. Vom zahlenmäßigen Verhältnis der Jungen zu Mädchen gibt es keine Überlieferung.

### Bevölkerungsentwicklung
Die Entwicklung der Einwohnerzahl von Undenheim, die Werte von 1871 bis 1987 beruhen auf Volkszählungen:
| Jahr | Einwohner |
| ---- | --------- |
| 1815 | 838       |
| 1835 | 1.188     |
| 1871 | 1.159     |
| 1905 | 1.300     |
| 1939 | 1.467     |
| 1950 | 1.870     |
| 1961 | 1.677     |

| Jahr | Einwohner |
| ---- | --------- |
| 1970 | 1.702     |
| 1987 | 1.567     |
| 1997 | 2.152     |
| 2005 | 2.532     |
| 2011 | 2.699     |
| 2017 | 2.958     |
| 2023 | 3.039     |

## Politik

### Gemeinderat

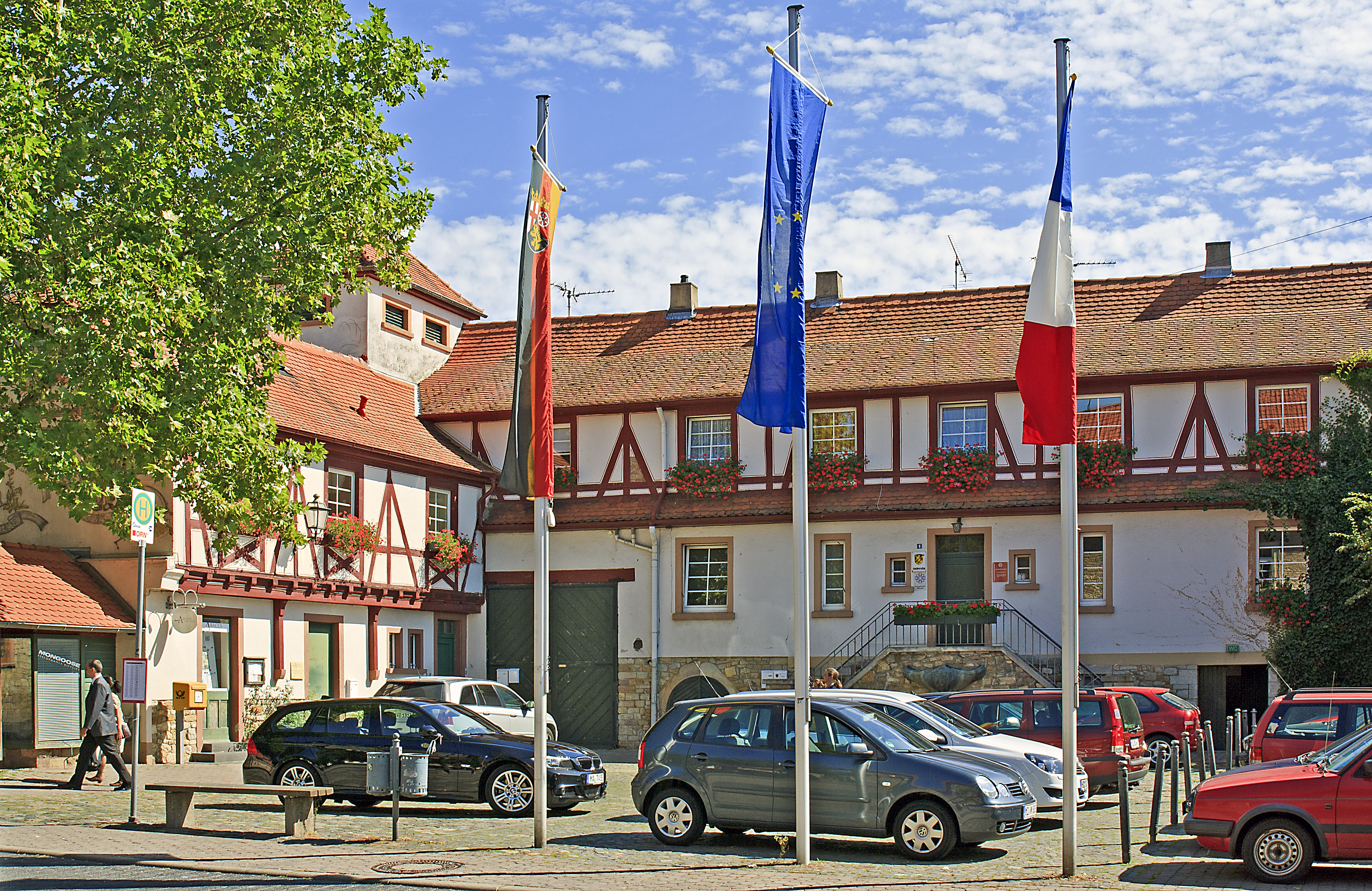
Gemeindeverwaltung

Der Gemeinderat in Undenheim besteht aus 20 Ratsmitgliedern, die bei der Kommunalwahl am 9. Juni 2024 in einer personalisierten Verhältniswahl gewählt wurden, und dem ehrenamtlichen Ortsbürgermeister als Vorsitzendem. Bis 2009 gehörten dem Gemeinderat 16 Ratsmitglieder an, die Erhöhung war nach Kommunalwahlrecht durch die gestiegene Einwohnerzahl Undenheims erfolgt.
Die Sitzverteilung im Gemeinderat:
| Wahl | SPD | CDU | BfU | WLU | UFL | Gesamt   |
| ---- | --- | --- | --- | --- | --- | -------- |
| 2024 | 3   | 5   | 9   | –   | 3   | 20 Sitze |
| 2019 | 3   | 2   | 7   | 3   | 5   | 20 Sitze |
| 2014 | 6   | 1   | 10  | 3   | –   | 20 Sitze |
| 2009 | 6   | –   | 14  | –   | –   | 20 Sitze |
| 2004 | 6   | 2   | 8   | –   | –   | 16 Sitze |

- BfU = Bürger für Undenheim e. V.
- WLU = Lebenswertes Undenheim e. V.
- UFL = Undenheimer Freie Liste

### Ortsbürgermeister

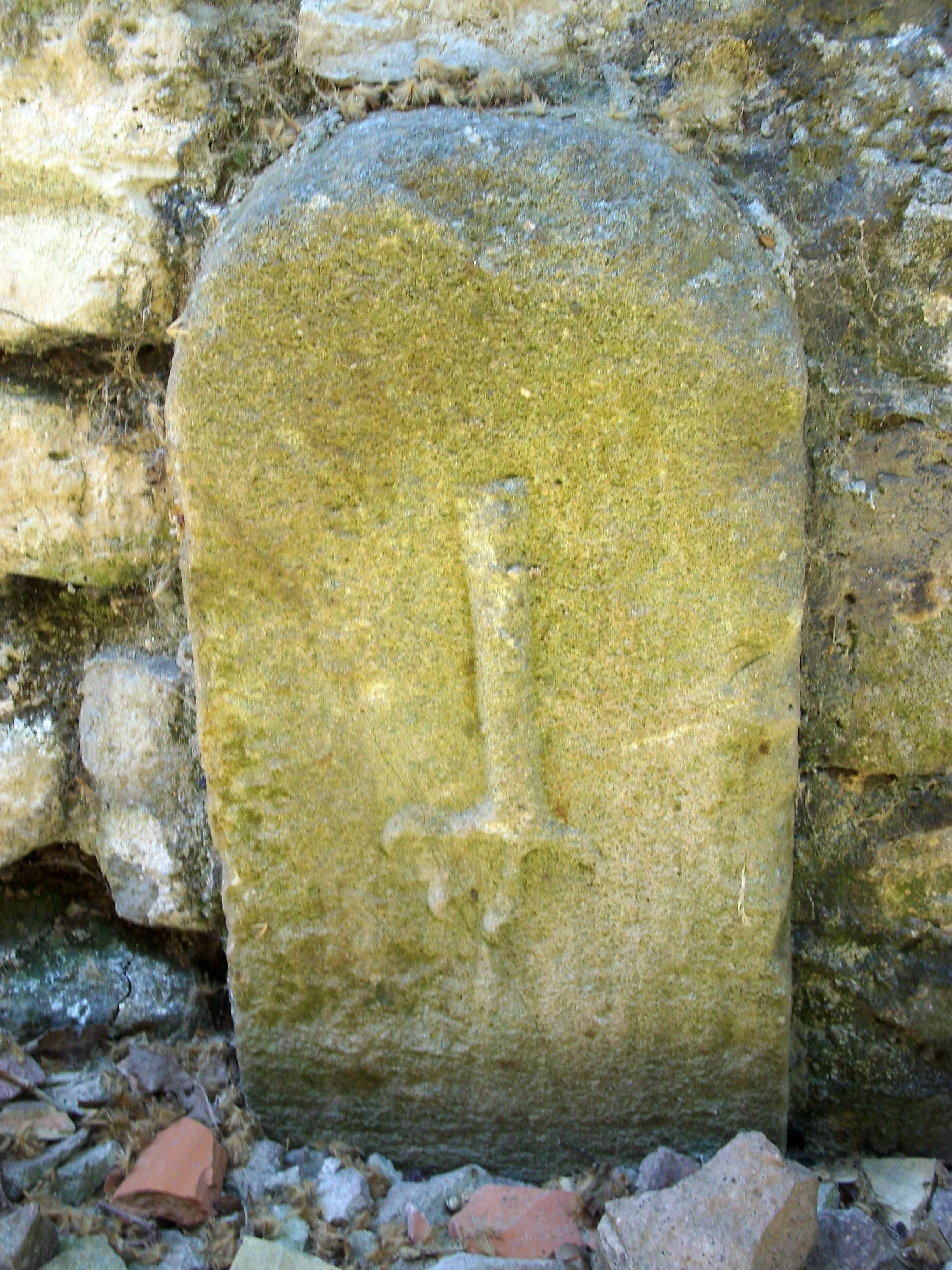
Grenzstein

Thomas Zimmerer (CDU) wurde am 22. August 2024 Ortsbürgermeister von Undenheim. Bei der Direktwahl am 9. Juni 2024 hatte er sich mit einem Stimmenanteil von 50,5 % gegen Wilhelm Horn (BfU) durchgesetzt.
Zimmerers Vorgänger Marcus Becker von der Wählergruppe Undenheimer Freie Liste (UFL) hatte sich bei den Kommunalwahlen 2019 in einer Stichwahl gegen Jochen Grosch (BfU) durchgesetzt. Der Kandidat der WLU schied im ersten Wahlgang aus. Zur Kommunalwahl 2024 trat Becker nicht mehr zur Wahl an.

### Wappen und Siegel
| Wappen von Undenheim | Blasonierung: „In schräglinks geteiltem Schild oben vorne in Schwarz ein wachsender goldener rot bekrönter und bewehrter Löwe und hinten in Gold eine rote Vogelkralle mit Bug.“ |
| Wappen von Undenheim | Das Wappen wurde 1955 vom rheinland-pfälzischen Innenministerium verliehen. |

Historisches Gerichtssiegel

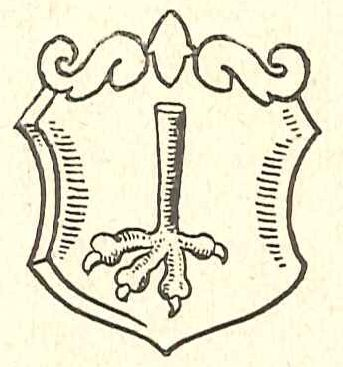
Ortswappen 1948–1955

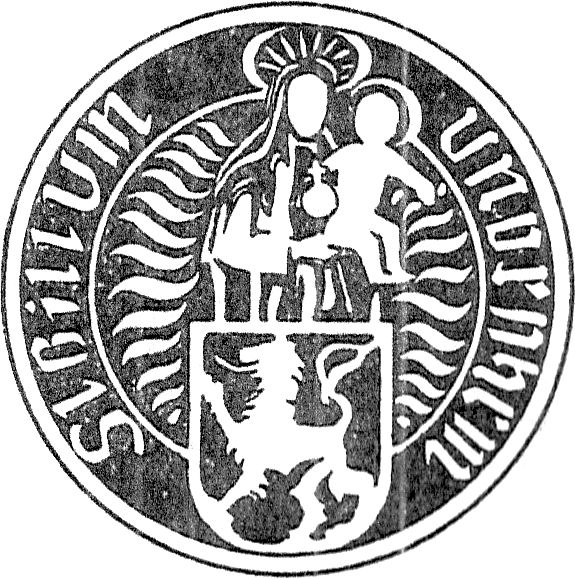
Gerichtssiegel aus dem 18. Jh.

Das SIGILLVM VNDENHEIM (Abdruck von 1528 bis 1611) und ein ihm nachgeschnittenes Siegel mit gleicher Legende führen den Pfälzer Löwenschild und darüber Maria mit Kind. Da die Patronin in dieser typischen Darstellung als Schildhalterin wappenmäßig nicht zu verwenden ist, und auch der einfache Pfälzer Löwenschild nicht als Ortswappen ausgegeben werden kann, vereinigt das 1955 amtlich verliehene Wappen den Pfälzer Löwen mit einem Ortszeichen in Gestalt einer Vogelkralle, wie sie von der Gemeinde seit dem vorigen Jahrhundert geführt wird. Dieses von einem im Ort vermauerten Grenzstein stammende Zeichen ist von etwa 1880–1954 von der Gemeinde im Siegel verwendet und erst seitdem wieder in die für Pfälzer Orte typischen Verbindung mit dem alten Hoheitszeichen gebracht worden.
Für Heimatforscher ist die Vogelkralle im Wappen bis heute ein Rätsel. Nach Ende des Nationalsozialismus, suchten die Ratsmitglieder nach einem neuen Wappen für ihre Gemeinde. Man erinnerte sich an zwei um den Anfang des 19. Jahrhunderts gefundene Grenzsteine, auf denen jeweils eine Vogelkralle abgebildet ist und auf der Rückseite die Jahreszahl 1601 steht. Eine Erklärung für diese Vogelkralle gibt es nicht, da es in der Historie Undenheims kein Geschlecht und keine Herrschaft gegeben hat, die solch ein Zeichen in ihrem Wappen trug. Wohl tragen die Wappen von Gonsenheim und Gundheim einen Vogelfuß in ihrem Wappen aber das ist durch die lange Herrschaft der Freiherrn von Greifenklau in diesen Orten erklärbar, da wiederum in deren Wappen eine Greifenkralle als Helmzier erscheint.
Eine weitere Unklarheit besteht in der Erklärung, wie und wann diese beiden, um das Jahr 1800 an den Rändern eines ehemaligen Undenheimer Dorfgrabens gefundenen Steine dorthin geraten sind. Fest steht nur, dass sie 200 Jahre zuvor als Gemarkungssteine oder zu einer ähnlichen Verwendung gedient haben mussten. Trotz all dieser offenen Fragen beschloss der Gemeinderat Undenheims 1948 die Greifenkralle in ihrem Wappen zu tragen, welches bis 1955 eine inoffizielle Gültigkeit hatte.

### Gemeindepartnerschaften
Partnergemeinden:
- Blaisy-Bas (Frankreich)
- Dolcè (Italien)

## Kultur und Sehenswürdigkeiten

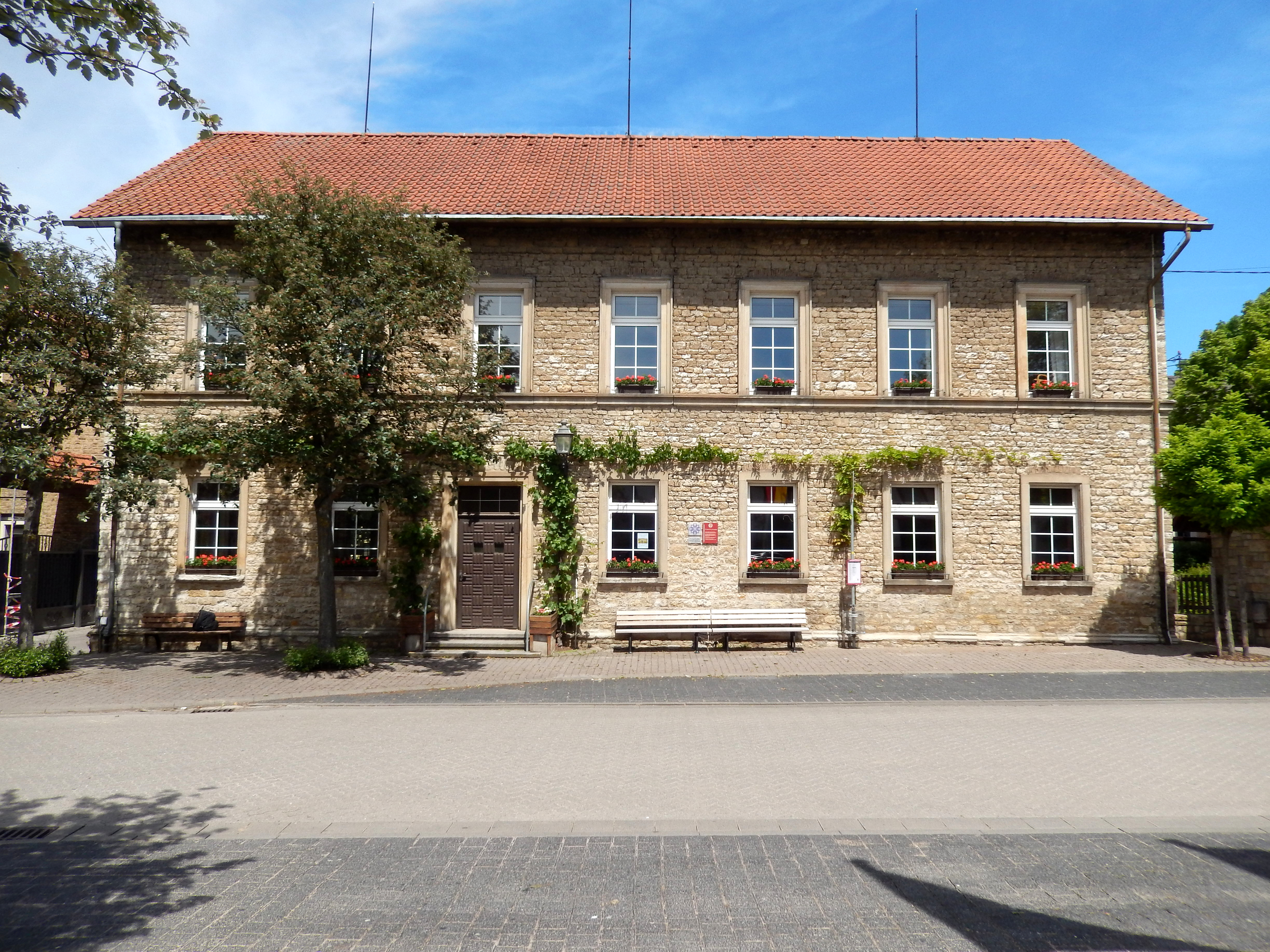
Das evangelische Gemeindehaus Undenheims

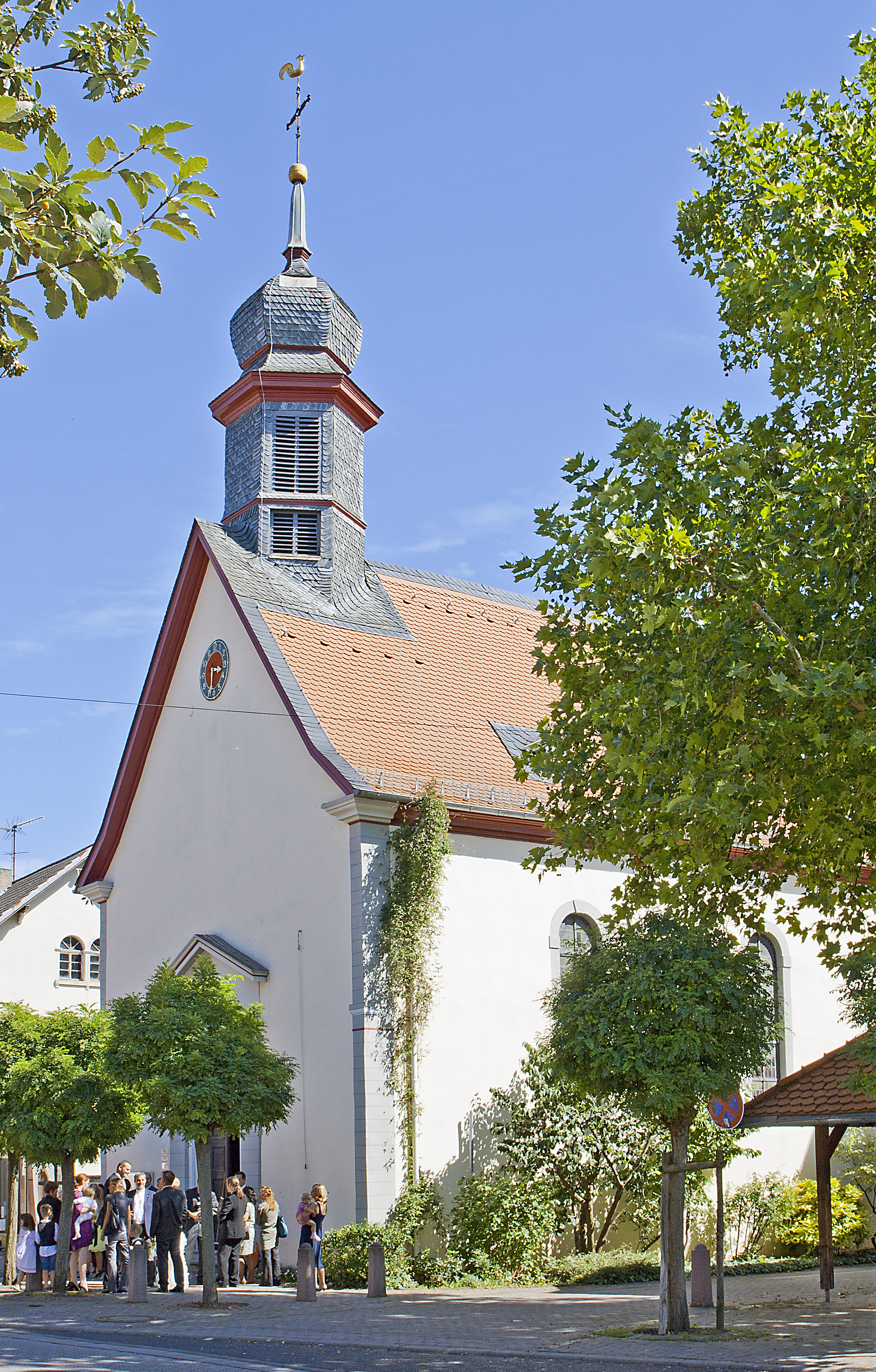
Evangelische Kirche in Undenheim

Undenheim wurde 2003 zum „schönsten Dorf Rheinhessens“ gewählt.
Siehe auch:
- Liste der Kulturdenkmäler in Undenheim
- Liste der Naturdenkmale in Undenheim

## Verkehr

### Individualverkehr
Im Norden wird Undenheim von der B 420 tangiert, die als die wichtigste Ostwest-Achse Rheinhessens gilt, in Nierstein ihren Anfang nimmt und damit den Rhein mit dem Nahe-Raum verbindet und im groben Verlauf schon im Altertum ein bedeutsamer Verkehrsweg war. An die A 63 ist Undenheim über die B 420 in nur sieben Kilometern Richtung Wörrstadt angebunden.

### Bahnverkehr
Die gemeinsame Bahnstation von Undenheim und Köngernheim lag an der ehemaligen Bahnstrecke Bodenheim–Alzey, die 1896 eröffnet und 1985 stillgelegt und zurückgebaut worden war. Gleichzeitig war sie auch Trennungsbahnhof der Bahnstrecke Nierstein–Undenheim-Köngernheim zwischen 1900 und 1960. Reste der Bahnschienen sind noch heute in den Feldern nahe dem Ortsrande zu erkennen.

### Busverkehr
In Undenheim gibt es die vier Bushaltestellen „Bahnhof“, „Grundschule“, „Staatsrat-Schwamb-Straße“ und „Rathaus“. Die dort haltenden Regionalbusse der Kommunalverkehr Rhein-Nahe verbinden den Ort mit dem Umland. So verbindet die Linie 660 an Wochentagen stündlich (am Wochenende zweistündlich) Undenheim mit Alzey und darüber hinaus steht nach Mainz eine halbstündliche (an Sonn- und Feiertagen stündliche) Anbindung zur Verfügung. Andere Busse, die durch Undenheim fahren, sind die Linien 644, 646, 652 sowie mehrere Schulbuslinien.

## Persönlichkeiten

### Ehrenbürger
- Reinhold Sittel (1936[17]–2017[18]), von 1979 bis 2004 Bürgermeister von Undenheim[19]

### Söhne und Töchter der Gemeinde
- Dieter Schilling (1799–1863), Landwirt und Politiker, Abgeordneter der 2. Kammer der Landstände des Großherzogtums Hessen
- Josef Becker (1883–1949), Bibliothekar
- Ludwig Schwamb (1890–1945), Jurist, Widerstandskämpfer und Politiker (SPD), Mitglied des „Kreisauer Kreises“. Nach ihm wurde die „Staatsrat-Schwamb-Straße“ benannt, die Hauptstraße Undenheims

### Mit Undenheim verbunden
- Tobias Brand (* 1998), Volleyballer, erster Undenheimer Teilnehmer der Olympischen Spiele (2024)